# Tomo Aleksa Dundić
Tomo Aleksa Dundić (Grabovac, kraj Imotskoga, 13. travnja 1896. ili 12. kolovoza 1897. – Rivne, Ukrajina, 8. srpnja 1920.), bio je sudionikom Ruskog građanskog rata na strani Crvenih. Jedina je osoba iz Hrvatske odlikovana Ordenom crvene zastave. O njemu je 1958. godine snimljen istoimeni film u sovjetsko-jugoslavenskoj koprodukciji.

## Životopis
Tomo Aleksa Dundić rodio se je u obitelji Tome i Ive Dundić, djevojački Matković. Po Velikoj sovjetskoj enciklopediji rođen je 13. travnja 1896. godine (ili po drugim podatcima 12. kolovoza 1897.). Dundićevo podrijetlo je hrvatsko. Potječe iz hrvatske seljačke obitelji. Rodom je iz Dalmacije, iz Grabovca u Zagori. Naučio je jahati još kao dječak radeći kao pastir u Argentini i Brazilu. Prema svjedočenjima starijih, Tomo Dundić dobio je nadimak Aleksa prema nadimku kako su mu dali talijanski poslodavci "Ale" (Krilo).
Na početku Prvoga svjetskog rata mobiliziran je u austrougarsku vojsku. Na istočnom bojištu 1916. godine tijekom bitke kod Lutska zarobila ga je ruska vojska. Od polovice 1917. godine bio je član Crvene garde. U ožujku 1918. godine bio je na čelu gerilskog odreda u bahmutskoj regiji koji se kasnije pridružio Morozovsko-donjeckoj diviziji koja se povlačila s vojskom Klimenta Vorošilova prema Caricinu (danas Volgograd) tijekom lipnja 1918. godine. Sudjelovao je u obrani Caricinu kao član Međunarodnog bataljona, a zatim u konjičkoj brigadu Krjučkovskog i Bulatkina. Od 1919. godine služio je pod zapovjedništvom maršala Semjona Buđonija. Sudjelovao je u brojnim bitkama i ranjen je nekoliko puta.
Poginuo je u Rivni, Ukrajina, 8. srpnja 1920. godine. Na mjestu gdje je poginuo u Rivni podignut mu je spomenik 1957. godine, a njegovo ime uklesano je na zidine Kremlja. Ukrajinske vlasti su 2019. godine uklonile njegov spomenik s groba, iskopale njegove posmrtne ostatke i preselile ih na gradsko groblje.

## Ostalo
- Godine 1986. bila je televizijska emisija Televizije Sarajevo Jedna rijeka s pet imena u kojoj su razgovarali sa sestrom Tome Dundića koje je govorila o svom bratu i dojmovima iz SSSR-a koji je posjetila obišavši sva značajna mjesta u svezi s njezinim bratom.[4]
- Tomo Dundić je bliski rođak glazbenika Željka Dundića iz Trija Gušta.
- Životom i djelom Tome Dundića bavio se je poznati hrvatski liječnik dr. Mijo Milas.

## Galerija
- Fotografija snimljena do 1920.
- Fotografija snimljena do 1920.
- Dundićeva ulica u Sankt-Peterburgu

## Vanjske poveznice
- Siniša Kekez, Sudbine. Pali kozak iz našega kraja, Slobodna Dalmacija, 18. veljače 2012. (u međumrežnoj pismohrani archive.org 23. veljače 2012.)
- (rus.) Fotogalerija posjete Dundićeve sestre, Mare Mustapić s obitelji u SSSR-u 1975. godine, riamediabank.ru
- Dundić, Toma, Ivan Očak (1993.), hbl.lzmk.hr